# Alex Carey (Autor)
Alexander Edward Carey (* 1. Dezember 1922; † 30. November 1987) war ein australischer Schriftsteller und Sozialpsychologe.

## Biografie
Bevor Carey sich an der London University einschrieb, war er zehn Jahre lang Schafzüchter auf dem Grundstück seiner Familie in der Nähe von Geraldton in Westaustralien. Von 1958 bis zu seinem Tod war er Dozent für Psychologie an der University of New South Wales.
Hauptthemen seiner Vorlesungen und Forschungen waren Arbeitspsychologie, Arbeitsbeziehungen und die Psychologie von Nationalismus und Propaganda. Er war im Jahr 1960 eines der Gründungsmitglieder der Australian Humanist Society. In den 1970er Jahren war Carey in der Protestbewegung gegen die Teilnahme Australiens am Vietnamkrieg aktiv.
Carey beging 1987 Selbstmord. Mitglieder seiner Familie hielten es für möglich, dass er beträchtliche finanzielle Verluste durch den Börsencrash in diesem Jahr erlitten und in seinen letzten Jahren mit einer Depression zu kämpfen hatte.
Er ist der Vater der bekannten australischen Schriftstellerin Gabrielle Carey.

## Werk
1988 veröffentlichten Noam Chomsky und Edward S. Herman ihr Werk Manufacturing Consent: Die politische Ökonomie der Massenmedien mit einer Widmung zum Gedenken Careys. Chomsky gab an, es sei Carey gewesen, der ihre Arbeit inspiriert habe: „Die tatsächliche Bedeutung von Careys Arbeit liegt darin, dass es die erste und bislang größte Bemühung ist, einen Teil (der Geschichte der Unternehmenspropaganda) zur Aufmerksamkeit der Öffentlichkeit zu bringen. Es hatte einen enormen Einfluss auf meine Arbeit.“ Der Journalist John Pilger nannte Carey angesichts seiner Prognosen einen „zweiten Orwell“.
Laut Noam Chomsky war Carey Vorreiter bei der Untersuchung von Unternehmenspropaganda. Viele Arbeiten von Carey in diesem Bereich blieben unveröffentlicht und wurden durch seinen Tod unterbrochen. 1995 erschien eine Sammlung seiner Essays (einige davon waren zuvor unveröffentlicht) unter dem Titel Aus der Demokratie die Propaganda: Propaganda in den USA und Australien (Universität New South Wales Press; 1997 erneut herausgegeben von University of Illinois Press unter dem Titel Das Risiko aus der Demokratie herausnehmen: Unternehmenspropaganda gegen Freiheit und Freiheit).
Carey arbeitete mit Noam Chomsky zusammen, studierte 1978 zwölf Monate lang am Massachusetts Institute of Technology und traf sich während eines Sabbatjahrs in den Vereinigten Staaten im letzten Jahr seines Lebens erneut mit ihm.

## Schriften

### Veröffentlichungen in Buchform
- Alex Carey: Taking the Risk Out of Democracy: Corporate Propaganda Versus Freedom and Liberty. University of Illinois Press, 1997, ISBN 978-0-86840-358-8.

### Wissenschaftliche Aufsätze
- The Hawthorne Studies: A Radical Criticism. In: American Sociological Review, 32(3), 1967, S. 403-416, Online.

### Essays
- Australian atrocities in Vietnam. Gould, Convenor, Vietnam Action Campaign, Sydney 1968.
- Of professors and „pacification“. Kirrawwe, 1968.
- Reshaping the Truth: Pragmatists and Propagandists in America. In: Meanjin Quarterly, 35 (4), 1976, S. 370–378, Online im Internetarchiv.
- The Lysenko Syndrome in Western Social Science. In: Australian Psychologist, Band 12, Ausgabe 1, März 1977, S. 27–38, Online im Internetarchiv.
- The Lysenko Syndrome in Western social science. In: Ainsworth, W., Willis, Q. (Eds), Australian Organisational Behaviour, Macmillan, Melbourne, 1981, S. 212–24.
- The Ideological Management Industry. In: E. L. Wheelwright (Hrsg.), K. D. Buckley (Hrsg.): Communications and the Media in Australia. Allen and Unwin, 1987, S. 156–179, Online im Internetarchiv.
- Conspiracy Or Groundswell? In: Ken Coghill, McPhee Gribble (Hrsg.): The New Right's Australian Fantasy, Penguin Books, 1987, S. 3–19, Online.
- The Orwell Diversion. Book Sellers Union, ohne Datum.
- Corporations and Propaganda: Managing Public Opinion. 60-seitiges Manuskript, aus dem Auszüge gelesen werden: TUC Radio Newest Programs Page (accessed 17 November 2011) Archivierte Version in: A-Infos Radio Project

### Kritische Studien und Rezensionen
- William Maley: Misconceiving democracy. Oktober 1995.